# امپریالیسم‌ستیزی

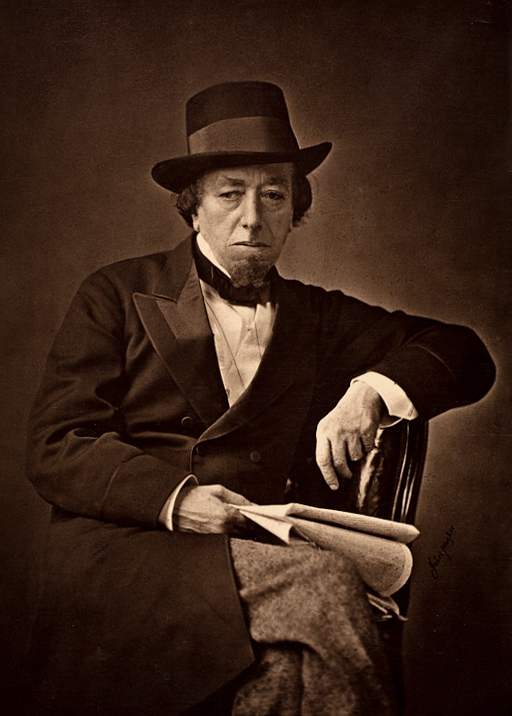
بنجمین دیزرائیلی نخست‌وزیر بریتانیا این امپراتوری را از ۱۸۷۴ تا ۱۸۸۰ توسعه داد

امپریالیسم‌ستیزی (به انگلیسی: Anti-imperialism)، استعمارستیزی یا ضد کلونیسم (به انگلیسی: Anti-colonialism) در علوم سیاسی و روابط بین‌الملل، ضدیت با استعمار، امپراتوری استعماری، هژمونی و امپریالیسم است. جنبش‌های استعمارستیز معمولاً استقلال سیاسی و تشکیل دولت ملی را طلب می‌کنند. این مفهوم همچنین مخالفت سیاسی با توسعه ارضی یک کشور بیرون از مرزهای تثبیت شده اش را در برمی‌گیرد.